# واترمن
واترمن (انگلیسی: Waterman) شرکت نوشت‌افزار فرانسوی است، که در سال ۱۸۸۴ توسط لویس واترمن تأسیس شد.